# Assis-sur-Serre
Assis-sur-Serre és un municipi francès situat al departament de l'Aisne i a la regió dels Alts de França. L'any 2020 tenia 210 habitants.

## Demografia
El 2007 la població de fet d'Assis-sur-Serre era de 257 persones. Hi havia 102 famílies de les quals 23 eren unipersonals (23 homes vivint sols), 34 parelles sense fills, 34 parelles amb fills i 11 famílies monoparentals amb fills.

### Habitatges
El 2007 hi havia 105 habitatges, 99 eren l'habitatge principal de la família, 1 era una segona residència i 5 estaven desocupats. 95 eren cases i 1 era un apartament. Dels 99 habitatges principals, 80 estaven ocupats pels seus propietaris, 18 estaven llogats i ocupats pels llogaters i 1 estava cedit a títol gratuït; 2 tenien una cambra, 2 en tenien dues, 10 en tenien tres, 23 en tenien quatre i 62 en tenien cinc o més. 70 habitatges disposaven pel capbaix d'una plaça de pàrquing. A 51 habitatges hi havia un automòbil i a 38 n'hi havia dos o més.

## Economia
El 2007 la població en edat de treballar era de 166 persones, 112 eren actives i 54 eren inactives. De les 112 persones actives 93 estaven ocupades (60 homes i 33 dones) i 19 estaven aturades (8 homes i 11 dones). De les 54 persones inactives 20 estaven jubilades, 16 estaven estudiant i 18 estaven classificades com a «altres inactius».
Dels 4 establiments que hi havia el 2007, 1 era d'una empresa extractiva, 1 d'una empresa alimentària, 1 d'una empresa de construcció i 1 d'una empresa de comerç i reparació d'automòbils. L'únic servei als particulars que hi havia el 2009 era una lampisteria. L'únic establiment comercial que hi havia el 2009 era una fleca.
L'any 2000 a Assis-sur-Serre hi havia 9 explotacions agrícoles que ocupaven un total de 780 hectàrees.

## Equipaments sanitaris i escolars
El 2009 hi havia una escola maternal integrada dins d'un grup escolar amb les comunes properes formant una escola dispersa.